# Athenaea velutina
Athenaea velutina là loài thực vật có hoa trong họ Cà. Loài này được (Sendt) D'Arcy mô tả khoa học đầu tiên năm 1986.